# TransAntofagasta
TransAntofagasta es un sistema de transporte público urbano que opera en la ciudad de Antofagasta, capital de la región homónima.
El contrato de licitación se suscribió en octubre de 2005, aunque el sistema de transporte debutó oficialmente el 28 de noviembre del mismo año, mediante la circulación de trece líneas que recorren la ciudad de norte a sur.
El principal cambio que se realizó respecto al sistema antiguo fue la uniformidad de los vehículos, pintándolos todos con un esquema visual idéntico: franjas iguales de color blanco con azul, una franja gris y un dibujo de La Portada.

## Tarifas
La tarifa es ajustada mensualmente mediante un polinomio de reajustabilidad tarifaria. Los factores que inciden en esta fórmula son: el valor relativo del m³ de gasóleo, el valor unitario de los neumáticos, el índice de costo de obra nominal y el precio relativo de un microbús de locomoción colectiva. El valor de los factores es proporcionado mensualmente por el Instituto Nacional de Estadísticas (INE) e inciden directamente en el valor de la tarifa según la variación que hayan sufrido con respecto al mes base. En el caso de que los valores no sufran grandes fluctuaciones, la tarifa mantiene su valor.
El 1 de agosto de 2024, el Ministerio de Transportes y Telecomunicaciones (MTT) anunció a través de su cuenta de X (anteriormente Twitter) la implementación del pago electrónico en el sistema de transporte público del TransAntofagasta. Este sistema, que se aplicará en las comunas de Antofagasta, Tocopilla y Calama, eliminará el uso de efectivo, mejorará la seguridad y facilitará la interoperabilidad mediante una tarjeta única o código QR. Se espera que esté completamente operativo en 2025.

## Polémicas
En 2011 se constataron irregularidades en los contratos laborales, en los horarios de conducción y en las condiciones básicas de higiene y seguridad de los conductores.

## Líneas
El sistema de transporte cuenta actualmente con 13 líneas operativas. El 10 de julio de 2024 se incorporó el recorrido variante de la línea 103 denominado variante 106.Sumando así un total de 12 líneas con microbuses tradicionales y una con estándar RED. Estas líneas son administradas por las siguientes empresas:
| Servicio | Nombre de empresa                                        | Flota de buses                     |
| -------- | -------------------------------------------------------- | ---------------------------------- |
| 102      | Transporte de Pasajeros Línea Dos Antofagasta S.A.       | 54                                 |
| 103      | Empresa de Transporte Público de Pasajeros Línea 3 S.A.  | 74                                 |
| 104      | Transporte Público de Pasajeros Línea 4 Antofagasta S.A. | 67                                 |
| 106      | Empresa de Transporte Público de Pasajeros Línea 3 S.A.  | Recorrido variante de la línea 103 |
| 107      | Transportes Públicos de Pasajeros Línea 7 S.A.           | 115                                |
| 108      | Transportes Públicos de Pasajeros Línea 7 S.A.           | Fusionada con la línea 107         |
| 109      | Empresa de Transporte Futuro Ltda.                       | Cancelada en 2023                  |
| 110      | Transportes Públicos de Pasajeros Antofagasta S.A.       | 55                                 |
| 111      | Transporte Público de Pasajeros Línea N°11 S.A.          | 65                                 |
| 112      | Empresa de Transportes Colectivos S.A.                   | 57                                 |
| 114      | Transmul Sociedad Anónima                                | 71                                 |
| 119      | Sociedad de Transportes Vieval SpA.                      | 45                                 |
| 121      | Sociedad Transportes Ruta 121 Ltda.                      | 59                                 |
| 129      | Transporte Público de Pasajeros Línea 29 S.A.            | 65                                 |
| E01      | Green Energy Transport Latin American SpA.               | 40                                 |

La línea 109 fue suprimida a fines de julio de 2023, debido a sucesivos incumplimientos del servicio en el periodo de pandemia y tras el retorno a la normalidad, respecto a la movilidad de la ciudad.El 2 de diciembre de 2023 se inició la implementación de Red Antofagasta de Movilidad mediante la incorporación de 40 buses eléctricos de alto estándar operados en el servicio E01.

## Recorridos
Los recorridos de las líneas del sistema son:
| Servicio     | Nombre                     | Recorrido |
| ------------ | -------------------------- | --- |
| 102          | Parque San Cristóbal       | Ida: Coloso - Huáscar - Camping Las Garumas - Llacolén - Poza Los Gringos - Jardines del Sur - Universidad de Antofagasta - Av. Cerro Paranal - Av. Angamos - Casino Enjoy - Universidad Católica del Norte - Estadio Calvo y Bascuñán - Jumbo Portal Angamos - Talca - Eduardo Orchard - Díaz Gana - Av. Argentina - Hospital Clínico U. de Antofagasta - 21 de Mayo - José Santos Ossa - Uribe (Mercado) - Av. José Manuel Balmaceda (Mall Plaza) - Maipú - Condell - Av. Argentina - Caracoles - Barrio Estación - Lima - Valdivia - Montevideo - Chiloé - Uruguay - Av. Cardenal Carlos Oviedo Cavada - Feria Prat - Rancagua - Av. Antonio Rendic - Av. Isabel Riquelme - Teatinos - Irarrázabal - Bandera - Feria Las Pulgas - Mateo Toro y Zambrano - Morro de Arica - Nicolás Tirado - Complejo Mantos Blancos - Av. Pedro Aguirre Cerda - Ónix - El Yodo - Peña Blanca - El Azufre - Parque Nicolás Tirado - Los Pimientos - Calle del Alto - Las Rocas - Los Naranjos - Los Pinos - Los Chañares - Av. Pedro Aguirre Cerda - Unimarc Norte - Jumbo Punto de Encuentro - Villa Azul - Jardines del Norte - Líder Caparrosa - Oficina Petronila - Benito Ocampo - INACAP - Oficina Anita - Rica Aventura - Condominio San Marcos - Ciudad Kútulas - Condominio Alta Vista - Oficina Bonasort - Av. Pedro Aguirre Cerda - Parque del Recuerdo - Sierra Nevada - Amatista |
| 102          | Huáscar                    | Regreso: Amatista - Av. Pedro Aguirre Cerda - Gastón Araya - Rica Aventura - Condominio Alta Vista - Condominio San Marcos - Ciudad Kútulas - Oficina Anita - INACAP - Benito Ocampo - Oficina Petronila - Av. Pedro Aguirre Cerda - Líder Caparrosa - Santiago Humberstone - Jardines del Norte - Cerro Moreno - La Florida - Av. Edmundo Pérez Zujovic - Chacalluta - Villa Azul - Av. Pedro Aguirre Cerda - Jumbo Punto de Encuentro - Unimarc Norte - Los Chañares - Los Almendros - Las Rocas - Los Pimientos - Parque Nicolás Tirado - El Oro - El Azufre - Peña Blanca - El Yodo - Nicolás Tirado - El Roble - Mateo Toro y Zambrano - Bandera - Feria las Pulgas - Irarrázabal - Bandera - Av. Isabel Riquelme - Av. Antonio Rendic - Rancagua - Castro - Magallanes - Sarmiento - Colombia - Llanquihue - Manuel Antonio Matta - Bolívar - Plaza Colón - Washington - Maipú - Saavedra - Eduardo Lefort - Avelino Contardo - Hermógenes Alfaro - Playa Blanca - Hospital Militar - Galleguillos Lorca - Homero Ávila Silva - Av. Angamos - Universidad Católica del Norte - Casino Enjoy - Puente Las Vertientes - Av. La Minería - Av. Universidad de Antofagasta - Universidad de Antofagasta - Jardines del Sur - Poza Los Gringos - Llacolén - Camping Las Garumas - Huáscar - Coloso |
| 103          | Terminal Chanida           | Ida: Huáscar - Camping Las Garumas - Llacolén - Poza Los Gringos - Jardines del Sur - Universidad de Antofagasta (Campus Coloso) - Regimientos - Sangra - Casino Enjoy - Universidad Católica del Norte - Av. Angamos - Estadio Calvo y Bascuñán - Jumbo Portal Angamos - Av. General Bernardo O'Higgins - José Santos Ossa - Bolívar - Av. Séptimo de Línea - Líder - Zenteno - Iquique - Vega - Ovalle - Av. Mejillones - Av. Pedro Aguirre Cerda - Terminal de Buses - Nuevo Hospital - Víctor Jara - Av. Antonio Rendic - San Miguel - Teatinos - Irarrázabal - Bandera - Feria Las Pulgas - Juvenal Morla - Av. General Óscar Bonilla - Cabo Juan Bolívar - Cerro Pedregal - Ignacio Carrera Pinto - Juan Pablo II - Av. General Óscar Bonilla - Huamachuco - Padre Luis Orione - Héroes de La Concepción - Ignacio Carrera Pinto - El Roble - Cabo Juan Bolívar - Unimarc Norte - Jumbo Punto de Encuentro - Av. Pedro Aguirre Cerda - Villa Azul - Jardines del Norte - Líder Caparrosa - Terminal Chanida |
| 103          | Huáscar                    | Regreso: Terminal Chanida - Líder Caparrosa - Jardines del Norte - Villa Azul - Av. Pedro Aguirre Cerda - Jumbo Punto de Encuentro - Unimarc Norte - Cabo Juan Bolívar - Huamachuco - Juan Pablo II - Av. General Óscar Bonilla - Juvenal Morla - Bandera - Feria Las Pulgas - Irarrázabal - Bandera - Av. Isabel Riquelme - Av. Antonio Rendic - Vicuña - Valdivia - Víctor Jara - Nuevo Hospital - Terminal de Buses - Av. Pedro Aguirre Cerda - Av. Mejillones - Calama - Vega - Iquique - Río de Janeiro - Av. Edmundo Pérez Zujovic - Líder - Av. Séptimo de Línea - Municipalidad - Av. José Manuel Balmaceda - Sucre - Washington - Plaza Colón - Maipú - Latorre - Orella - Manuel Antonio Matta - Clínica Antofagasta - Av. General José Miguel Carrera - Av. Angamos - Jumbo Portal Angamos - Estadio Calvo y Bascuñán - Universidad Católica del Norte - Casino Enjoy - Puente Las Vertientes - Av. La Minería - Av. Universidad de Antofagasta - Universidad de Antofagasta - Jardines del Sur - Poza Los Gringos - Llacolén - Camping Las Garumas - Huáscar |
| 104          | Alto La Chimba             | Ida: Huáscar - Camping Las Garumas - Llacolén - Poza Los Gringos - Jardines del Sur - Universidad de Antofagasta (Campus Coloso) - Regimientos - Pob. Militar - Sangra - Casino Enjoy - Universidad Católica del Norte - Av. Angamos - Homero Ávila Silva - Eduardo Orchard - Díaz Gana - Manuel Rodríguez - 21 de Mayo - Linares - Tte. Luis Uribe - Av. José Manuel Balmaceda (Mall Plaza) - Maipú - San Martín - Plaza Colón - Sucre - 14 de Febrero - Cementerio - Av. Andrés Sabella - Manuel Antonio Matta - Av. Cardenal Carlos Oviedo Cavada - Paraguay - Sicilia - Av. Salvador Allende - Sarmiento - Corvallis - Puerto Natales - Av. General Óscar Bonilla - Av. Los Leones - Feria Las Pulgas - Pantaleón Cortes - Av. Luis Cruz Martínez - Mateo Toro y Zambrano - Av. General Óscar Bonilla - Cabo Juan Bolívar - Huamachuco - Padre Juan Orione - Los Chungungos - Arturo Pérez Canto - Huamachuco - Félix García - CAN - Eduardo Fonster - Mario Silva Iriarte - Los Chungungos - Félix García - Hilda Cruz Colina - Chimba Alto - Pablo Neruda - Huamachuco - Caparrosa* - Líder Caparrosa - Av. Pedro Aguirre Cerda - Condominio Ciudad Kútulas - Fluorita - Huamachuco - Recorrido Nocturno/Fin de Semana Sur a Norte: Recorrido Habitual - Caparrosa - Sierra Nevada - Sendero del Sol - Líder Caparrosa - Av. Pedro Aguirre Cerda - Recorrido Habitual RECORRIDO DIRECTO 204: Universidad de Antofagasta (Campus Coloso) - Regimientos - Pob. Militar - Mauret Caamaño - Universidad Católica del Norte - Av. Angamos - Estadio Calvo y Bascuñán - Homero Ávila Silva - Av. Argentina - Hospital Clínico U. de Antofagasta - Tte. Luis Uribe - Condell - Méndez - Av. Andrés Sabella - Av. Antonio Rendic - Av. Salvador Allende - Av. General Óscar Bonilla - Villa Las Condes - Prat B - Av. Los Leones - Feria Las Pulgas - Av. Los Leones - Nicolás Tirado - Av. General Óscar Bonilla - Huamachuco - Caparrosa - Líder Caparrosa - Av. Pedro Aguirre Cerda - Condominio Ciudad Kútulas - Fluorita - Huamachuco |
| 104          | Huáscar                    | Regreso: Huamachuco - Fluorita - Condominio Ciudad Kútulas - Av. Pedro Aguirre Cerda - Líder Caparrosa - Caparrosa - Huamachuco - Pablo Neruda - Chimba Alto - Eduardo Fonster - CAN - Mario Silva Iriarte - Alfalfa - Félix García - Huamachuco - Arturo Pérez Canto - Los Pumas - Padre Juan Orione - Héroes de La Concepción - Ignacio Carrera Pinto - El Roble - Cabo Juan Bolívar - Av. General Óscar Bonilla - Mateo Toro y Zambrano - Av. Luis Cruz Martínez - Pantaleón Cortés - Feria Las Pulgas - Av. Los Leones - Av. General Óscar Bonilla - Puerto Natales - Corvallis - Sarmiento - Cristóbal Colón - México - Llanquihue - Manuel Antonio Matta - Simón Bolívar - Latorre - Orella - Manuel Antonio Matta - Copiapó - Hospital Clínico U. de Antofagasta - Av. Argentina - Nicanor Plaza - Av. Angamos - Universidad Católica del Norte - Casino Enjoy - Sangra - Avenida Ejército - Pob. Militar - Regimientos - Universidad de Antofagasta (Campus Coloso) - Jardines del Sur - Poza Los Gringos - Llacolén - Camping Las Garumas - Huáscar RECORRIDO DIRECTO 204: Huamachuco - Fluorita - Condominio Ciudad Kútulas - Av. Pedro Aguirre Cerda - Líder Caparrosa - Caparrosa - Huamachuco - Av. General Óscar Bonilla - Nicolás Tirado - Av. Los Leones - Feria Las Pulgas - Av. Los Leones - Av. Bonilla - Prat B - Villa Las Condes - Av. Salvador Allende - Av. Antonio Rendic - Manuel Antonio Matta - Simón Bolívar - Latorre - Orella - Manuel Antonio Matta - Copiapó - Hospital Clínico U. de Antofagasta - Av. Argentina - Homero Ávila Silva - Estadio Calvo y Bascuñán - Av. Angamos - Universidad Católica del Norte - Virgilio Arias - Av. República de Croacia - Pob. Militar - Regimientos - Universidad de Antofagasta (Campus Coloso) |
| Variante 106 | Terminal Chanida           | Ida: Av. Argentina - 21 de Mayo - José Santos Ossa - Uribe - San Martín - Plaza Colón - Simón Bolívar - Av. Séptimo de Línea - Municipalidad - Líder - Zenteno - Iquique - Av. Salvador Allende - Av. Antonio Rendic - Huasco - Loa - Azapa - Nuevo Hospital - Av. Isabel Riquelme - Teatinos - San Miguel - Av. General Óscar Bonilla - Padre Juan Orione - Los Chungungos - Arturo Pérez Canto - Los Pumas - Vladimir Saavedra - Hilda Cruz Colina - Pablo Neruda - Av. Huamachuco - Arturo Pérez Canto - Av. Pedro Aguirre Cerda - Líder Caparrosa - Caletera Av. Pedro Aguirre Cerda - El Coigüe - Terminal Chanida |
| Variante 106 | Av. Argentina/21 de Mayo   | Regreso: Terminal Chanida - El Coigüe - Caletera Av. Pedro Aguirre Cerda - Retorno al Sur en Rotonda La Portada - Líder Caparrosa - Caletera Av. Pedro Aguirre Cerda - Arturo Pérez Canto - Av. Huamachuco - Pablo Neruda - Hilda Cruz Colina - Suspiro - Cosca - Félix García - Hilda Cruz Colina - Vladimir Saavedra - Los Pumas - Padre Juan Orione - Av. General Óscar Bonilla - Av. Isabel Riquelme - Azapa - Cobija - Azapa - Nuevo Hospital - Víctor Jara - Av. Antonio Rendic - Vallenar - Azapa - Calama - Vega - Iquique - Río de Janeiro - Av. Edmundo Pérez Zujovic - Líder - Municipalidad - Av. Séptimo de Línea - Sucre - Washington - Plaza Colón - Maipú - Av. Argentina - 21 de Mayo |
| 107          | La Chimba                  | Ida: Llacolén - Poza Los Gringos - Jardines del Sur - Universidad de Antofagasta (Campus Coloso) - Regimientos - Población Militar - Mauret Caamaño - Universidad Católica del Norte - Av. Angamos - Estadio Calvo y Bascuñán - Jumbo Portal Angamos - Talca - Eduardo Orchard - Díaz Gana - Av. Argentina - Hospital Clínico U. Antofagasta - 21 de Mayo - José Santos Ossa - Méndez - Av. Andrés Sabella - Diagonal Sur - Avenida Padre Alberto Hurtado - Sicilia - Av. Salvador Allende - Sarmiento - Corvallis - Puerto Natales - Huasco - Loa - Nuevo Hospital - Víctor Jara - Feria Prat - Av. Cardenal Carlos Oviedo Cavada - Rancagua - Castro - Independencia - Achao - Av. Los Leones - Feria Las Pulgas - Av. Los Leones - Nicolás Tirado - Av. General Óscar Bonilla - Huamachuco - Arturo Pérez Canto - Panorama - Villa Azul - Av. Pedro Aguirre Cerda - Jardines del Norte - Líder Caparrosa - Oficina Petronila - Benito Ocampo - INACAP - Oficina Anita - Condominio Ciudad Kútulas - Coaniquem |
| 107          | Llacolén                   | Regreso: Coaniquem - Condominio Ciudad Kútulas - Oficina Anita - INACAP - Benito Ocampo - Oficina Petronila - Líder Caparrosa - Av. Pedro Aguirre Cerda - Jardines del Norte - Villa Azul - *Arturo Pérez Canto - Panorama - Huamachuco – Av. General Óscar Bonilla - Nicolás Tirado - Av. Los Leones - Feria Las Pulgas - Av. Los Leones - Av. General Óscar Bonilla - Puerto Natales - Vicuña - Feria Prat - Valdivia - Víctor Jara - Corvallis - Puerto Natales - Sarmiento - Paraguay - Sicilia - Avenida Padre Alberto Hurtado - Diagonal Sur - Araucanía - Av. Andrés Sabella - Covadonga Nueva - Manuel Antonio Matta - Arturo Prat - Esmeralda - Tte. Luis Uribe - Manuel Antonio Matta - Av. General José Miguel Carrera - Av. Angamos - Jumbo Portal Angamos - Estadio Calvo y Bascuñán - Universidad Católica del Norte - Virgilio Arias - Avenida República de Croacia - Población Militar - Regimientos - Universidad de Antofagasta - Jardines del Sur - Poza Los Gringos - Llacolén - Recorrido de 07:00 a 08:00 horas Norte a Sur: Av. Pedro Aguirre Cerda - Félix García - Sierra Nevada - Arturo Pérez Canto - Recorrido Habitual. |
| 108          | La Chimba                  | Ida: Plaza Matta - Manuel Antonio Matta - Av. Cardenal Carlos Oviedo Cavada - Montevideo - Chiloé - Paraguay - Sicilia - Av. Salvador Allende - Calama - Vega - Iquique - Río de Janeiro - Av. Edmundo Pérez Zujovic - Líder - Av. Séptimo de Línea - Municipalidad - Av. José Manuel Balmaceda - Sucre - Plaza Colón - Washington - Francisco Bilbao - Orella - Latorre - Copiapó - Ossa - 21 de Mayo - Condell - Sucre - Av. Andrés Sabella - Diagonal Sur - Av. Padre Alberto Hurtado - 2 Oriente - Jerusalén - Villa El Salto - Nazareno - Av. Padre Alberto Hurtado - Sicilia - Av. General Óscar Bonilla - Villa Las Condes - Prat B - Rancagua - Av. Antonio Rendic - San Miguel - Las Delicias - Av. Isabel Riquelme - Azapa - Nuevo Hospital - Víctor Jara - Terminal de Buses - Av. Pedro Aguirre Cerda - Barrio Industrial - Unimarc Norte - Jumbo Punto de Encuentro - Villa Azul - Jardines del Norte - Líder Caparrosa - Oficina Petronila - Rica Aventura - Oficina Carmela - Av. Pedro Aguirre Cerda - Coaniquem |
| 108          | Plaza Matta                | Regreso: Coaniquem - Av. Pedro Aguirre Cerda - Oficina Francisco Puelma - Rica Aventura - Oficina Petronila - Líder Caparrosa - Av. Pedro Aguirre Cerda - Jardines del Norte - Villa Azul - Jumbo Punto de Encuentro - Unimarc Norte - Barrio Industrial - Nuevo Hospital - Terminal de Buses - Huasco - Ollagüe - Víctor Jara - Azapa - Vitacura - Av. Antonio Rendic - Rancagua - Castro - Independencia - Punta Arenas - Av. General Óscar Bonilla - Prat B - Villa Las Condes - Sicilia - Paraguay - Av. Salvador Allende - Av. Padre Alberto Hurtado - Nazareno - Jerusalén - Villa El Salto - 2 Oriente - Avenida Padre Alberto Hurtado - Diagonal Sur - Araucanía - Av. Andrés Sabella - 21 de Mayo - José Santos Ossa - Tte. Luis Uribe - San Martín - Plaza Colón - Simón Bolívar - Av. Séptimo de Línea - Municipalidad - Líder - Zenteno - Iquique - Av. Salvador Allende - Llanquihue - Plaza Matta |
| 109          | Parque del Recuerdo        | Ida: Huáscar - Camping Las Garumas - Llacolén - Poza Los Gringos - Jardines del Sur - Universidad de Antofagasta (Campus Coloso) - Av. de la Minería (Ruta 28) - Complejo Escondida - Santa Guillermina - Cau-Cau - Santa Margarita - Av. Argentina - Caliche - Hospital Clínico U. Antofagasta - 21 de Mayo - José Santos Ossa - Simón Bolívar - Av. Séptimo de Línea - Municipalidad - Líder - Zenteno - Iquique - Av. Salvador Allende - Av. Antonio Rendic - Huasco - Loa - Nuevo Hospital - Azapa - Av. Isabel Riquelme - Teatinos - San Miguel - Av. General Óscar Bonilla - Feria Las Pulgas - Av. General Óscar Bonilla - Padre Juan Orione - Los Chungungos - Los Pumas - Vladimir Saavedra - Hilda Cruz Colina - Félix García - Cosca - Mario Silva Iriarte - Los Chungungos - Pablo Neruda - Huamachuco - Arturo Pérez Canto - Panorama - Av. Pedro Aguirre Cerda - Villa Azul - Jardines del Norte - Líder Caparrosa - Condominio Ciudad Kútulas - Parque del Recuerdo - Camino al Aeropuerto |
| 109          | Huáscar                    | Regreso: Camino al Aeropuerto - Parque del Recuerdo - Líder Caparrosa - Av. Pedro Aguirre Cerda - Jardines del Norte - Villa Azul - Panorama - Arturo Pérez Canto - Huamachuco - Pablo Neruda - Hilda Cruz Colina - Vladimir Saavedra - Los Pumas - Padre Juan Orione - Av. General Óscar Bonilla - Feria Las Pulgas - Av. General Óscar Bonilla - Av. Isabel Riquelme - Azapa - Nuevo Hospital - Víctor Jara - Av. Antonio Rendic - Vallenar - Azapa - Calama - Vega - Iquique - Río de Janeiro - Av. Edmundo Pérez Zujovic - Líder - Municipalidad - Av. Séptimo de Línea - Av. José Manuel Balmaceda - Sucre - Washington - Maipú - Av. Argentina - Hospital Clínico U. Antofagasta - Av. Argentina - Santa Marta - Santa Guillermina - Av. de la Minería (Ruta 28) - Complejo Escondida - Universidad de Antofagasta (Campus Coloso) - Jardines del Sur - Poza Los Gringos - Llacolén - Camping Las Garumas - Huáscar |
| 110          | Chimba Alto                | Ida: Coviefi - Santa Guillermina - Cau-Cau - Santa Margarita - Av. Argentina - Caliche - Homero Ávila Silva - Estadio - Jumbo Portal Angamos - Av. Angamos - Díaz Gana - Av. Argentina - Hospital Clínico U. Antofagasta - Salvador Reyes - Aconcagua - Av. General Bernardo O´Higgins - José Santos Ossa - Simón Bolívar - Condell - Méndez - Cementerio - Av. Andrés Sabella - Manuel Antonio Matta - Av. Cardenal Oviedo Cavada - Feria Prat - Vicuña - Nuevo Hospital - Azapa - Isabel Riquelme - Av. Antonio Rendic - Av. Irarrázabal - Bandera - Feria Las Pulgas - Bandera - Mateo Toro y Zambrano - Huamachuco - Clodomiro Rozas - Av. General Óscar Bonilla - Manuel Silva - Cerro Pedregal - Ignacio Carrera Pinto - Juan Pablo II - Av. General Óscar Bonilla - Arturo Pérez Canto - Los Pumas - Vladimir Saavedra - Hilda Cruz Colina - Chimba Alto - Pablo Neruda - Los Poetas - Caparrosa - Líder Caparrosa - Av. Pedro Aguirre Cerda - Sendero del Sol - Sierra Nevada - Caparrosa - Héroes de La Concepción |
| 110          | Coviefi                    | Regreso: Héroes de La Concepción - Caparrosa - Sierra Nevada - Av. Ascotán - Av. Pedro Aguirre Cerda - Líder Caparrosa - Caparrosa - Huamachuco - Pablo Neruda - Chimba Alto - Hilda Cruz Colina - Vladimir Saavedra - Los Pumas - Arturo Pérez Canto - Av. General Óscar Bonilla - Ignacio Carrera Pinto - Cerro Pedregal - Manuel Silva - Av. General Óscar Bonilla - Nicolás Tirado - Huamachuco - Mateo de Toro y Zambrano - Bandera - Feria Las Pulgas - Av. Irarrázabal - Av. Antonio Rendic - Isabel Riquelme - Azapa - Nuevo Hospital - Víctor Jara - Feria Prat - Castro - Magallanes - Sarmiento - Colombia - Llanquihue - Manuel Antonio Matta - Arturo Prat - Av. Argentina - Tte. Luis Uribe - Manuel Antonio Matta - Clínica Antofagasta - Av. General José Miguel Carrera - General Velásquez - Hospital Clínico U. Antofagasta - Av. Argentina - General Borgoño - Hospital Militar - Av. Angamos - Jumbo Portal Angamos - Estadio Calvo y Bascuñán - Augusto D'Halmar - Carlos Pezoa Véliz - Av. Argentina - Av. de la Minería (Ruta 28) - Caletera Av. de la Minería - Llullaillaco (Condominios Santa Beatriz) - Av. de la Minería (Ruta 28) - Santa Guillermina - Coviefi |
| 111          | La Chimba                  | Ida: Coviefi - Mar del Plata - Santa Elena - Av. Argentina - Caliche - Homero Ávila Silva - Eduardo Orchard - Díaz Gana - Av. Argentina - Hospital Clínico U. Antofagasta - 21 de Mayo - José Santos Ossa - Tte. Luis Uribe - Condell - Simón Bolívar - Av. Séptimo de Línea - Municipalidad - Líder - Zenteno - Iquique - Vega - Ovalle - Av. Mejillones - Pisagua - Av. Loa - Nuevo Hospital - Víctor Jara - Terminal de Buses - Av. Pedro Aguirre Cerda - Barrio Industrial - Andalién - Iquique - El Yodo - Peña Blanca - El Azufre - El Oro - Parque Nicolás Tirado - Los Pimientos - Calle del Alto - Las Rocas - Los Naranjos - Los Pinos - Los Chañares - Los Aromos - Los Tamarugos - Av. Pedro Aguirre Cerda - Unimarc Norte - Cabo Juan Bolívar - Morro de Arica - Nicolás Tirado - Huamachuco - Juan Pablo II - Huamachuco - Caparrosa - Líder Caparrosa - Santiago Humberstone - Rica Aventura - Oficina Petronila - Benito Ocampo - INACAP - Oficina Carmela - Av. Pedro Aguirre Cerda - Condominio Ciudad Kútulas - Los Topacios - Héroes de La Concepción (La Chimba) |
| 111          | Coviefi                    | Regreso: La Chimba - Sierra Nevada - Amatista - Huamachuco - Los Topacios - Héroes de La Concepción - Los Topacios - Av. Pedro Aguirre Cerda - Oficina Francisco Puelma - Benito Ocampo - INACAP - Oficina Petronila - Rica Aventura - Santiago Humberstone - Líder Caparrosa - Caparrosa - Huamachuco - Padre Juan Orione - Héroes de La Concepción - Julio Montt Salamanca - Av. General Óscar Bonilla - Manuel Silva - El Roble - Nicolás Tirado - Héroes de La Concepción - Manuel Silva - Pilmaiquen - Los Limoneros - Las Golondrinas - Juan Bolívar - Unimarc Norte - Av. Pedro Aguirre Cerda - Los Chañares - Los Almendros - Las Rocas - Los Pimientos - Parque Nicolás Tirado - El Oro - El Azufre - El Yodo - Iquique - Victoria - Av. Pedro Aguirre Cerda - Barrio Industrial - Nuevo Hospital - Terminal de Buses - Av. Mejillones - Calama - Vega - Iquique - Río de Janeiro - Av. Edmundo Pérez Zujovic - Líder - Municipalidad - Av. Séptimo de Línea - Av. José Manuel Balmaceda - Sucre - Plaza Colón - Latorre - Maipú - Saavedra - Eduardo Lefort - Avelino Contardo - Hermógenes Alfaro - Playa Blanca - Galleguillos Lorca - Hospital Militar - Homero Ávila Silva - Av. Argentina - Caliche - Santa Elena - Mar del Plata - Coviefi |
| 112          | Chimba Alto                | Ida: Coviefi Alto - Secundino Carrizo - Colihue - Antilhue - Collico - Av. Argentina - Caliche - Hospital Clínico U. Antofagasta - 21 de Mayo - José Santos Ossa - Tte. Luis Uribe - Av. José Manuel Balmaceda (Mall Plaza) - Maipú - Condell - Valdivia - Montevideo - Av. Cardenal Carlos Oviedo Cavada - Peñuelas - Valdivia - Pisagua - Av. Pedro Aguirre Cerda - Terminal de Buses - Nuevo Hospial - Víctor Jara - Av. Antonio Rendic - Av. Isabel Riquelme - Teatinos - Av. Irrarázabal - Bandera - Feria Las Pulgas - Juvenal Morla - Av. General Óscar Bonilla - Nicolás Tirado - Huamachuco - Manuel Silva - Morro de Arica - Cabo Juan Bolívar - Huamachuco - Julio Montt Salamanca - Río Maule - María Elena - Los Chungungos - Arturo Pérez Canto - Huamachuco - Vladimir Saavedra - Hilda Cruz Colina - Félix García - Bonilla Alto - Cosca - Chimba Alto - Mario Silva Iriarte - Los Chungungos - CAN - Félix García |
| 112          | Coviefi Alto               | Regreso: Félix García - CAN - Los Chungungos - Pablo Neruda - Chimba Alto - Cosca - Bonilla Alto - Félix García - Hilda Cruz Colina - Vladimir Saavedra - Hilda Cruz Colina - Arturo Pérez Canto - Los Pumas - María Elena - Neftalí Agrella - Julio Montt Salamanca - Av. General Óscar Bonilla - Juan Pablo II - Av. General Óscar Bonilla - Juvenal Morla - Bandera - Feria Las Pulgas - Av. Irrarázabal - Bandera - Av. Isabel Riquelme - Av. Antonio Rendic - Montevideo - Valdivia - Latorre - Orella - Manuel Antonio Matta - Copiapó - Av. Argentina - Hospital Clínico U. Antofagasta - Caliche - Av. Argentina - Collico - Antilhue - Colihue - Secundino Carrizo - Coviefi Alto |
| 114          | La Chimba                  | Ida: Coviefi Alto - Antilhue - Collico - Av. Argentina - Carlos Pezoa Véliz - Augusto D'Halmar - Avenida Angamos - Av. General Bernardo O'Higgins - José Santos Ossa - Tte. Luis Uribe - Condell - Simón Bolívar - Av. Séptimo de Línea - Municipalidad - Líder - Zenteno - Iquique - Av. Salvador Allende - Av. Antonio Rendic - Magallanes - Corvallis - Puerto Natales - Víctor Jara - Traiguén - A.G. Harris - Claudio Godoy - Villa Las Condes - Av. General Óscar Bonilla - Prat B - Av. Los Leones - Feria Las Pulgas - Pantaleón Cortés - Juan Ferraro - Mateo de Toro y Zambrano - Av. Los Leones - Nicolás Tirado - Huamachuco - Clodomiro Rosas - Av. General Óscar Bonilla - Manuel Silva - Cerro Pedregal - Ignacio Carrera Pinto - Av. General Óscar Bonilla - Juan Pablo II - Arturo Pérez Canto - Huamachuco - Padre Juan Orione - Héroes de La Concepción - Ignacio Carrera Pinto - El Roble - Juan Bolívar - Unimarc Norte - Jumbo Punto de Encuentro - Av. Pedro Aguirre Cerda - Villa Azul - Jardines del Norte - Líder Caparrosa - Condominio Ciudad Kútulas - Parque del Recuerdo - Sierra Nevada - Amatista - Héroes de La Concepción RECORRIDO DIRECTO 214: Universidad de Antofagasta (Campus Coloso) - Regimientos - Pob. Militar - Sangra - Casino Enjoy - Universidad Católica del Norte - Av. Angamos - Estadio Calvo y Bascuñán - Jumbo Portal Angamos - Av. General Bernardo O'Higgins - José Santos Ossa - Simón Bolívar - Condell - Valdivia - Montevideo - Av. Antonio Rendic - Av. Isabel Riquelme - Av. General Óscar Bonilla - Feria Las Pulgas - Av. General Óscar Bonilla - Huamachuco - Caparrosa - Líder Caparrosa - Av. Pedro Aguirre Cerda - Condominio Ciudad Kútulas - Parque del Recuerdo - Amatista - Héroes de La Concepción |
| 114          | Coviefi                    | Regreso: Héroes de La Concepción - Amatista - Sierra Nevada - Parque del Recuerdo - Av. Pedro Aguirre Cerda - Condominio Ciudad Kútulas - Líder Caparrosa - Jardines del Norte - Villa Azul - Jumbo Punto de Encuentro - Unimarc Norte - Cabo Juan Bolívar - Héroes de La Concepción - Ignacio Carrera Pinto - Unimarc de La Plaza - Huamachuco - Juan Pablo II - Arturo Pérez Canto - Av. General Óscar Bonilla - Ignacio Carrera Pinto - Cerro Pedregal - Manuel Silva - El Roble - Nicolás Tirado - Av. Los Leones - Mateo Toro y Zambrano - Av. Luis Cruz Martínez - Pantaleón Cortés - Feria Las Pulgas - Av. Los Leones - Av. General Óscar Bonilla - Prat B - Villa Las Condes - Claudio Godoy - A.H. Harris - Huasco - Puerto Natales - Corvallis - Sarmiento - Av. Salvador Allende - Calama - Vega - Iquique - Río de Janeiro - Av. Edmundo Pérez Zujovic - Líder - Municipalidad - Av. Séptimo de Línea - Av. José Manuel Balmaceda - Sucre - Plaza Colón - Latorre - Orella - Manuel Antonio Matta - Clínica Antofagasta - Av. General José Miguel Carrera - Av. Angamos - Jumbo Portal Angamos - Estadio Calvo y Bascuñán - Av. Angamos - Augusto D'Halmar - Carlos Pezoa Véliz - Av. Argentina - Av. Angamos – Rodrigo de Triana - Mar del Plata - Santa Elena - Collico - Antilhue - Coviefi Alto RECORRIDO DIRECTO 214: Héroes de La Concepción - Amatista - Parque del Recuerdo - Condominio Ciudad Kútulas - Av. Pedro Aguirre Cerda - Líder Caparrosa - Caparrosa - Huamachuco - Av. General Óscar Bonilla - Feria Las Pulgas - Av. General Óscar Bonilla - Av. Isabel Riquelme - Av. Antonio Rendic - Montevideo - Valdivia - Latorre - Orella - Manuel Antonio Matta - Clínica Antofagasta - Av. General José Miguel Carrera - Av. Angamos - Jumbo Portal Angamos - Estadio Calvo y Bascuñán - Universidad Católica del Norte - Casino Enjoy - Sangra - Av. República de Croacia - Pob. Militar - Regimientos - Universidad de Antofagasta (Campus Coloso)                                                          |
| 119          | Costa Laguna               | Ida: Universidad de Antofagasta - Av. República de Croacia - Av. Cerro Paranal - Av. Angamos - Casino Enjoy - Universidad Católica del Norte - Av. Angamos - Estadio Calvo y Bascuñán - Jumbo Portal Angamos - Av. General Bernardo O´Higgins - José Santos Ossa - Uribe - San Martín - Plaza Colón - Simón Bolívar - Av. Séptimo de Línea - Líder - Zenteno - Iquique - Vega - Sargento Aldea - Av. Pedro Aguirre Cerda - Terminal de Buses - Nuevo Hospital - Barrio Industrial - Unimarc Norte - Jumbo Punto de Encuentro - Villa Azul - Jardines del Norte - Líder Caparrosa - Oficina Petronila - Benito Ocampo - INACAP - Oficina Ausonia - Oficina Castilla - Oficina Lina - Rica Aventura - Oficina Carmela - Av. Pedro Aguirre Cerda - La Chimba - El Zafiro - Caletera Pedro Aguirre Cerda - Gladys Marín - Retorno Acceso Brisas de Costa Laguna |
| 119          | Universidad de Antofagasta | Regreso: Retorno Acceso Brisas de Costa Laguna - Gladys Marín - Calle A - Los Exploradores - Miguel Rojas Acuña - Los Conquistadores - Los Fundadores - Caletera Pedro Aguirre Cerda - Oficina Francisco Puelma - Rica Aventura - Oficina Lina - Oficina Castilla - Oficina Ausonia - INACAP - Benito Ocampo - Oficina Petronila - Líder Caparrosa - Jardines del Norte - Av. Pedro Aguirre Cerda - Villa Azul - Jumbo Punto de Encuentro - Unimarc Norte - Barrio Industrial - Nuevo Hospital - Terminal de Buses - Sargento Aldea - Vega - Iquique - Río de Janeiro - Av. Edmundo Pérez Zujovic - Líder - Municipalidad - Av. Séptimo de Línea - Av. José Manuel Balmaceda - Sucre - Plaza Colón - Washington - Francisco Bilbao - Orella - Manuel Antonio Matta - Av. General José Miguel Carrera - Av. Angamos - Jumbo Portal Angamos - Estadio Calvo y Bascuñán - Universidad Católica del Norte - Casino Enjoy - Sangra - Pob. Militar - Regimientos - Universidad de Antofagasta |
| 121          | La Chimba                  | Ida: Huáscar - Camping Las Garumas - Llacolén - Poza Los Gringos - Jardines del Sur - Universidad de Antofagasta (Campus Coloso) - Av. República de Croacia - Av. Cerro Paranal - Av. Angamos - Casino Enjoy - Universidad Católica del Norte - Estadio Calvo y Bascuñán - Jumbo Portal Angamos - Av. General Bernardo O'Higgins - José Santos Ossa - Simón Bolívar - Condell - Valdivia - Montevideo - Av. Antonio Rendic - Av. Radomiro Tomic - Irarrázabal - Bandera - Feria Las Pulgas - Juvenal Morla - Av. General Óscar Bonilla - Huamachuco - Arturo Pérez Canto - Av. Pedro Aguirre Cerda - El Tepual - Av. Edmundo Pérez Zujovic - Manquehue - Cerro Moreno - Jardines del Norte - Santiago Humberstone - Rica Aventura - Condominios Ciudad Kútulas, Borde Mar - Av. Pedro Aguirre Cerda - Parque del Recuerdo - Sierra Nevada - Amatista - Héroes de La Concepción |
| 121          | Huáscar                    | Regreso: Héroes de La Concepción - Amatista - Sierra Nevada - Parque del Recuerdo - Condominios Borde Mar, Ciudad Kútulas - Rica Aventura - Santiago Humberstone - Jardines del Norte - Cerro Moreno - Av. Las Palmeras - Benito Ocampo - Av. Edmundo Pérez Zujovic - Chacalluta - Arturo Pérez Canto - Huamachuco - Av. General Óscar Bonilla - Juvenal Morla - Bandera - Feria Las Pulgas - Irarrázabal - Av. Radomiro Tomic - Av. Antonio Rendic - Montevideo - Valdivia - Latorre - Orella - Manuel Antonio Matta - Clínica Antofagasta - Av. General José Miguel Carrera - Av. Angamos - Jumbo Portal Angamos - Estadio Calvo y Bascuñán - Av. Angamos - Universidad Católica del Norte - Casino Enjoy - Sangra - Población Militar - Regimientos - Universidad de Antofagasta (Campus Coloso) - Jardines del Sur - Poza Los Gringos - Llacolén - Camping Las Garumas - Huáscar |
| 129          | Costa Laguna               | Ida: Jardines del Sur - Universidad de Antofagasta (Campus Coloso) - Av. de la Minería (Ruta 28) - Coviefi - Santa Guillermina - Cau-Cau - Av. Argentina - Carlos Pezoa Véliz - Augusto D'Halmar - Av. Angamos - Homero Ávila Silva - Eduardo Orchard - Salvador Reyes - Aconcagua - Av. General Bernardo O'Higgins - José Santos Ossa - Simón Bolívar - Condell - Valdivia - Montevideo - Av. Antonio Rendic - Av. Isabel Riquelme - Teatinos - Irarrázabal - Bandera - Feria Las Pulgas - Bandera - Mateo Toro y Zambrano - Huamachuco - Nicolás Tirado - Héroes de La Concepción - Ignacio Carrera Pinto - Huamachuco - Vladimir Saavedra - Nicolás González - Arturo Pérez Canto - Av. Pedro Aguirre Cerda - Jardines del Norte - Líder Caparrosa - Condominio Ciudad Kútulas - Parque del Recuerdo - Aguas Calientes (Frente A Ganadera Menay) - Caletera Pedro Aguirre Cerda - Gladys Marín - Retorno Acceso Brisas de Costa Laguna |
| 129          | Universidad de Antofagasta | Regreso: Retorno Acceso Brisas de Costa Laguna - Gladys Marín - Calle A - Los Exploradores - Miguel Rojas Acuña - Los Conquistadores - Los Fundadores - Caletera Pedro Aguirre Cerda - Parque del Recuerdo - Condominio Ciudad Kútulas - Líder Caparrosa - Av. Pedro Aguirre Cerda - Jardines del Norte - Villa Azul - Arturo Pérez Canto - Panorama - Héroes de La Concepción - Vladimir Saavedra - Huamachuco - Padre Don Orione - Héroes de La Concepción - Ignacio Carrera Pinto - El Roble - Juan Bolívar - Morro de Arica - Nicolás Tirado - Huamachuco - Mateo Toro y Zambrano - Bandera - Feria Las Pulgas - Irarrázabal - Bandera - Av. Isabel Riquelme - Av. Antonio Rendic - Montevideo - Valdivia - Latorre - Orella - Manuel Antonio Matta - Copiapó - Av. Argentina - Hospital Clínico U. Antofagasta - Antonio Poupin - Galleguillos Lorca - Hospital Militar - General Borgoño - Av. Angamos - Jumbo Portal Angamos - Estadio Calvo y Bascuñán - Av. Angamos - Augusto D'Halmar - Carlos Pezoa Véliz - Av. Argentina - Coviefi- Av. Argentina - Santa Marta - Santa Guillermina - Av. de la Minería (Ruta 28) - Universidad de Antofagasta (Campus Coloso) - Jardines del Sur |
| E01          | La Chimba                  | Ida: Oficina Anita - Sierra Nevada - Caparrosa - Los Poetas - Uno Oriente - Caparrosa - Los Poetas - Pablo Neruda - Av. Bonilla - Nicolas Tirado - Av. Pedro Aguirre Cerda - Sgto. Aldea - Av. Iquique - San Martin - Simón Bolívar - Washington - Bilbao - Manuel Orella - Manuel Matta - Av. Jose Miguel Carrera - Av. Angamos - Sangra - Av. Ejército/Ruta 1 - Universidad de Antofagasta (Campus Coloso) |
| E01          | Universidad de Antofagasta | Regreso: Universidad de Antofagasta (Campus Coloso) - Av. Ejército/Ruta 1 - Cerro Paranal - Av. Angamos - Av. Bernardo O'Higgins - Jose Santos Ossa - Simón Bolívar - San Martin - Av. Iquique - Sgto. Aldea - Av. Pedro Aguirre Cerda - Nicolas Tirado - Av. Huamachuco - Pablo Neruda - Los Poetas - Uno Oriente - Caparrosa - Sierra Nevada - Oficina Anita |